# رویال رامبل (۲۰۱۲)
رویال رامبل (۲۰۱۲) (به انگلیسی: Royal Rumble (2012)) یک رویداد غیر رایگان (Pay-Per-View) در کشتی حرفه‌ای می‌باشد که توسط کمپانی دبلیودبلیوئی تهیه می‌شود و این دوره اش هم در ۲۹ ژانویه ۲۰۱۲ در اسکوت‌ترید سنتر شهر سنت لوئیس ایالت میزوری برگزار گردید. رویال رامبل امسال بیست و پنجمین رویال رامبل سالانه بود. آهنگ رسمی این مسابقات هم «دارک هورسز» نام دارد که سوئیچ فوت آن را اجرا کرده..

## ترتیب واردشوندگان و شکست خوردگان در مسابقه رویال رامبل
| شماره | قرعه            | ترتیب | شکست دهنده     | مدت حضور | تعداد شکست خوردگان توسط او |
| ----- | --------------- | ----- | -------------- | -------- | -------------------------- |
| ۱     | د میز           | ۲۵    | بیگ شو         | ۴۵:۳۹    | ۲                          |
| ۲     | آلکس رایلی      | ۱     | د میز          | ۰۱:۱۵    | ۰                          |
| ۳     | آر-تروث         | ۲     | د میز          | ۰۴:۵۷    | ۰                          |
| ۴     | کودی رودز       | ۲۴    | بیگ شو         | ۴۱:۵۵    | ۶                          |
| ۵     | جاستین گابریل   | ۴     | فولی و رودریگز | ۰۶:۱۲    | ۰                          |
| ۶     | پریمو           | ۳     | فولی           | ۰۱:۵۷    | ۰                          |
| ۷     | میک فولی        | ۸     | رودز           | ۰۶:۳۴    | ۳                          |
| ۸     | ریکاردو رودریگز | ۵     | مارلا          | ۰۲:۱۹    | ۱                          |
| ۹     | سانتینو مارلا   | ۷     | رودز           | ۰۲:۳۱    | ۱                          |
| ۱۰    | اپیکو           | ۶     | فولی           | ۰۰:۱۱    | ۰                          |
| ۱۱    | کوفی کینگستون   | ۱۸    | شیمس           | ۱۷:۵۵    | ۰                          |
| ۱۲    | جری لاولر       | ۹     | رودز           | ۰۰:۴۳    | ۱                          |
| ۱۳    | ازکیل جکسون     | ۱۱    | کالی           | ۰۳:۴۶    | ۰                          |
| ۱۴    | جیندر ماهال     | ۱۰    | کالی           | ۰۱:۱۷    | ۰                          |
| ۱۵    | د گریت کالی     | ۱۴    | زیگلر و رودز   | ۰۷:۲۹    | ۲                          |
| ۱۶    | هانیکو          | ۱۶    | خارما          | ۰۹:۰۰    | ۰                          |
| ۱۷    | بوکرتی          | ۱۳    | زیگلر و رودز   | ۰۴:۴۰    | ۱                          |
| ۱۸    | دالف زیگلر      | ۲۶    | بیگ شو         | ۱۹:۴۶    | ۳                          |
| ۱۹    | جیم دوگان       | ۱۲    | رودز           | ۰۰:۵۷    | ۰                          |
| ۲۰    | مایکل کول       | ۱۵    | لاولر و بوکرتی | ۰۱:۲۳    | ۰                          |
| ۲۱    | خارما           | ۱۷    | زیگلر          | ۰۱:۰۰    | ۰                          |
| ۲۲    | شیمس            | -     | برنده          | ۲۲:۲۱    | ۳                          |
| ۲۳    | رود داگ         | ۱۹    | برت            | ۰۴:۵۵    | ۰                          |
| ۲۴    | جی اوسو         | ۲۰    | اورتن          | ۰۷:۰۵    | ۰                          |
| ۲۵    | جک سوئگر        | ۲۳    | شیمس و بیگ شو  | ۰۷:۵۹    | ۰                          |
| ۲۶    | وید برت         | ۲۱    | اورتن          | ۰۳:۵۵    | ۱                          |
| ۲۷    | دیوید اتانگا    | ۲۲    | جریکو          | ۰۳:۱۵    | ۰                          |
| ۲۸    | رندی اورتن      | ۲۸    | جریکو          | ۰۵:۴۶    | ۳                          |
| ۲۹    | کریس جریکو      | ۲۹    | شیمس           | ۱۱:۳۴    | ۲                          |
| ۳۰    | بیگ شو          | ۲۷    | اورتن          | ۰۱:۵۱    | ۴                          |

1. ↑  بوکرتی و جری لاور قبل از آمدن مایکل کول حذف شده بودند.
2. ↑  بیگ شو قبل از این که وارد مسابقه شود برای حذف سوئگر وارد شد و به شیمس کمک کرد.